# Myrmoxenus
Myrmoxenus (=Epimyrma) — ранее выделявшийся род мелких паразитических муравьёв-рабовладельцев трибы Crematogastrini из подсемейства Myrmicinae (Formicidae). Почти все его виды включены в «Красный список угрожаемых видов».

## Распространение
Палеарктика: Европа, Северная Африка, Сибирь, Турция.

## Описание
Мелкие тёмно-коричневого (до почти чёрного) цвета муравьи размером 2—3 мм. Брюшко блестящее. Жвалы с двумя зубцами на жевательном крае. На постпетиоле (втором членике стебелька) снизу имеется шип-отросок, направленный вниз и вперёд. Формула щупиков 5,3. У рабочих усики 12-члениковые, у самцов 13-члениковые.

## Генетика
Гаплоидный набор хромосом n = 10.

## Биология
Паразитируют на других видах муравьёв, без которых жить не могут. Встречаются в гнёздах рода Leptothorax и Temnothorax, на которые совершают рабовладельческие атаки. Семьи малочисленные: 200 рабочих (Myrmoxenus algerianus), 70 (Myrmoxenus ravouxi), 20 (Myrmoxenus kraussei). У некоторых видов рабочих нет (Myrmoxenus adlerzi, Myrmoxenus corsica).

## Систематика
Включает 12 видов. Большая часть видов ранее входила в состав рода Epimyrma Emery, 1915 и под этим названием они до сих пор упоминаются во многих источниках (itis , iucn  и часть на ncbi ), хотя синонимизация последнего таксона проведена ещё в 2002 году и не оспаривалась (Schulz & Sanetra, 2002; Bolton, 2007, 2010). Среди синонимов Myrmoxenus были Epimyrma Emery, 1915, Gonepimyrma Bernard и Myrmetaerus Soudek. В 2014 году группа американских мирмекологов свела Myrmoxenus в синонимы к своему роду-хозяину Temnothorax (триба Crematogastrini), с чем в 2015 году не согласились европейские авторы.
- Myrmoxenus adlerzi (Douwes, Jessen & Buschunger, 1988) (= Temnothorax adlerzi)
- Myrmoxenus africanus Bernard, 1948 (= Temnothorax africanus)
- Myrmoxenus algerianus Cagniant, 1968 (= Temnothorax algerianus)
- Myrmoxenus bernardi (Espadaler, 1982)[8] (= Temnothorax bernardi)
- Myrmoxenus birgitae (Schulz, 1994) (= Temnothorax birgitae)
- Myrmoxenus corsica (Emery, 1895) (= Temnothorax corsicus)
- Myrmoxenus gordiagini Ruzsky, 1902typus (= Temnothorax gordiagini)
- Myrmoxenus kraussei (Emery, 1915) (= Temnothorax kraussei)
- Myrmoxenus ravouxi (André, 1896) (= Temnothorax ravouxi)
- Myrmoxenus stumperi (Kutter, 1950) (= Temnothorax stumperi)
- Myrmoxenus tamarae Arnol'di, 1968 (= Temnothorax tamarae)
- Myrmoxenus zaleskyi (Sadil, 1953) (= Temnothorax zaleskyi)

## Охранный статус
Большая часть видов этого рода (11 из 12 Myrmoxenus) включены в «Красный список угрожаемых видов» (англ. IUCN Red List of Threatened Animals) международной Красной книги Всемирного союза охраны природы (The World Conservation Union, IUCN) в статусе Vulnerable D2 (таксоны в уязвимости или под угрозой исчезновения).